# Ordre de l'Étoile (Espagne)
Pour les articles homonymes, voir Ordre de l'Étoile.

L’emblème de l’ordre

L’ordre de Santa Maria d’España (ordre de Sainte-Marie) ou ordre de l'Étoile est un ordre militaire espagnol.

## Présentation
Le grand élan de la Reconquista espagnole s’apaise après 1250. 
Seul le royaume de Grenade, dans le sud de l’Espagne, reste aux mains des musulmans. La Castille veut contrôler le détroit de Gibraltar pour empêcher la dynastie mérinide du Maroc de secourir Grenade ; et déjà l’on envisage des croisades en Afrique du Nord
Alphonse X le sage (1221 – roi de Castille et León en 1252 – 1284), crée alors à Carthagène, en 1272, l’Ordre de Sainte-Marie d’Espagne (Órden de Santa Maria), sur le modèle de Calatrava la Vieja.
La vocation militaire de l'ordre est appelée à s’exercer sur les mers. 
La défaite navale d’Algésiras en 1279, bloque net son essor. L’ordre est supprimé en 1281 et fusionne avec l’Ordre de Santiago de l’Épée.